# 224-я штурмовая авиационная дивизия
224-я штурмовая авиационная Жмеринская Краснознамённая дивизия (224-я шад) — соединение штурмовой авиации Военно-воздушных сил (ВВС) РККА СССР, принимавшее участие в боевых действиях Великой Отечественной войны.

## Наименования дивизии

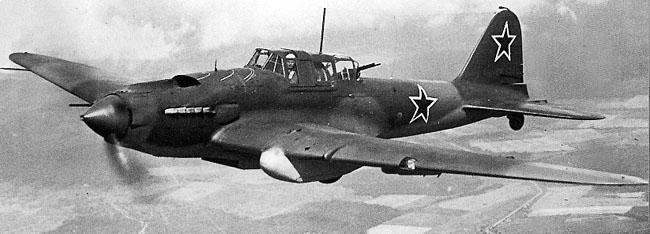
Ил-2

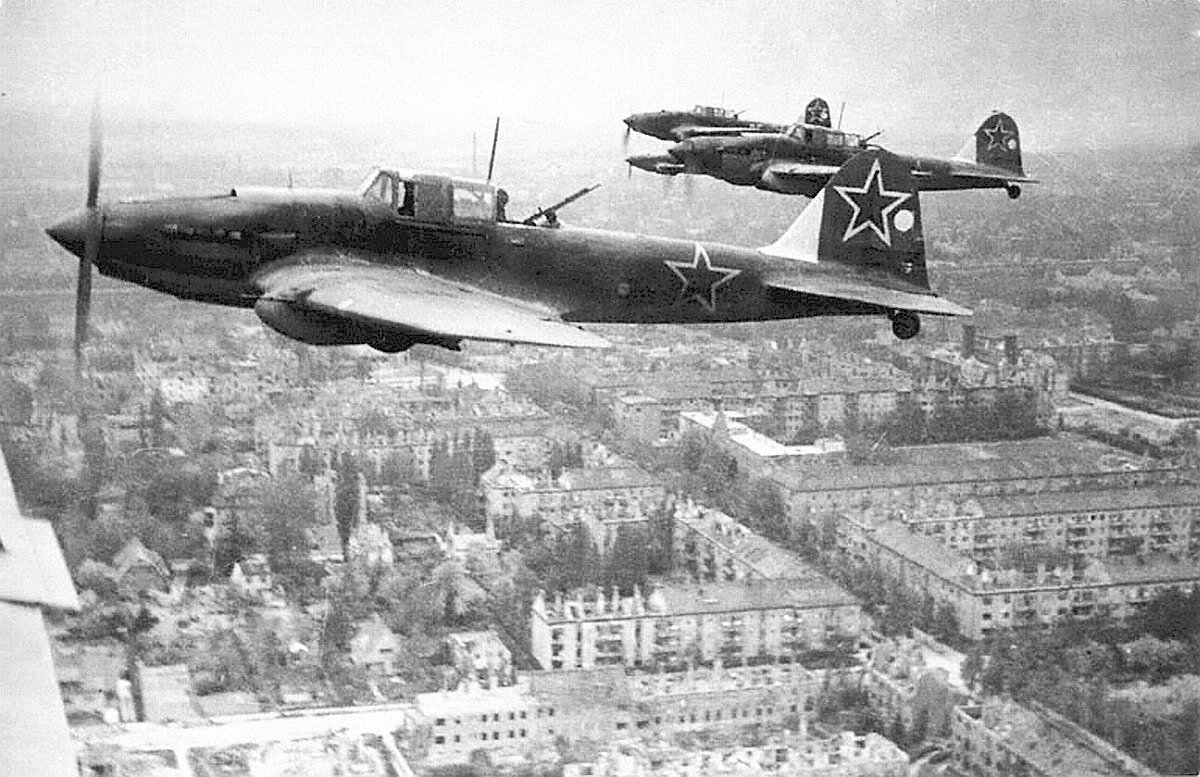
Звено Ил-2 м над Берлином в 1945 году

- 224-я штурмовая авиационная дивизия;
- 224-я штурмовая авиационная Жмеринская дивизия;
- 224-я штурмовая авиационная Жмеринская Краснознамённая дивизия;
- Полевая почта 64218.

## Создание дивизии
224-я штурмовая авиационная дивизия сформирована 26 мая 1942 года приказом НКО СССР в селе Подкопаево Калужской области.

## Расформирование дивизии
224-я штурмовая авиационная Жмеринская Краснознамённая дивизия 1 мая 1946 года была расформирована в составе 8-го штурмового авиационного корпуса Центральной группы войск.

## В действующей армии
В составе действующей армии:
- с 28 мая 1942 года по 20 сентября 1943 года,
- с 21 февраля 1944 года по 11 мая 1945 года.

## Командиры дивизии
- Полковник Филин Василий Михайлович[2], период нахождения в должности: 26.05.1942 — 18.02.1943
- Полковник, генерал-майор авиации[3] Котельников Михаил Васильевич[2], период нахождения в должности: 04.02.1943 — 07.01.1945
- Полковник Семёнов Дмитрий Афиногенович[2], период нахождения в должности: 06.01.1945 — 02.04.1945
- Генерал-майор авиации Котельников Михаил Васильевич[2], период нахождения в должности: 03.04.1945 — 11.05.1945

## В составе объединений
| Дата          | Фронт (округ)            | Армия                | Корпус                           | Примечания |
| ------------- | ------------------------ | -------------------- | -------------------------------- | ---------- |
| 25.05.1942 г. | Западный фронт           | 1-я воздушная армия  | -                                | -          |
| 13.08.1943 г. | Брянский фронт           | 15-я воздушная армия | -                                | -          |
| 13.10.1943 г. | Московский военный округ | ВВС округа           | -                                | -          |
| 16.01.1944 г. | 1-й Украинский фронт     | ВВС фронта           |                                  | -          |
| 20.01.1944 г. | 1-й Украинский фронт     | 2-я воздушная армия  | -                                | -          |
| 14.04.1944 г. | 1-й Украинский фронт     | 2-я воздушная армия  | 8-й штурмовой авиационный корпус | -          |
| 05.08.1944 г. | 4-й Украинский фронт     | 8-я воздушная армия  | 8-й штурмовой авиационный корпус | -          |
| 11.05.1945 г. | 4-й Украинский фронт     | 8-я воздушная армия  | 8-й штурмовой авиационный корпус | -          |
| 10.06.1945 г. | Львовский военный округ  | 8-я воздушная армия  | 8-й штурмовой авиационный корпус | -          |
| 09.04.1946 г. | Львовский военный округ  | 8-я воздушная армия  | 8-й штурмовой авиационный корпус | -          |

## Части и отдельные подразделения дивизии
За весь период своего существования боевой состав дивизии претерпевал изменения:
| Период                  | Наименование                          | Вооружение                             |
| ----------------------- | ------------------------------------- | -------------------------------------- |
| 01.06.1942 — 01.05.1946 | 565-й штурмовой авиационный полк      | Ил-2                                   |
| 01.06.1942 — 01.05.1946 | 571-й штурмовой авиационный полк      | Ил-2                                   |
| 01.06.1942 — 01.11.1942 | 611-й штурмовой авиационный полк      | Ил-2                                   |
| 01.06.1942 — 01.11.1942 | 639-й штурмовой авиационный полк      | Ил-2                                   |
| 01.06.1942 — 05.03.1943 | 289-й штурмовой авиационный полк      | Ил-2                                   |
| 01.10.1942 — 01.09.1943 | 566-й штурмовой авиационный полк      | Ил-2                                   |
| 01.03.1943 — 01.05.1946 | 996-й штурмовой авиационный полк      | Ил-2                                   |
| 01.11.1942 — 19.11.1943 | 513-й истребительный авиационный полк | Як-1, Як-7б, Як-9, передан в 331-ю иад |

### Боевой состав дивизии на 9 мая 1945 года
| Наименование                     | Вооружение, базирование   |
| -------------------------------- | ------------------------- |
| 565-й штурмовой авиационный полк | Ил-2, Гливице (Германия)  |
| 571-й штурмовой авиационный полк | Ил-10, Гливице (Германия) |
| 996-й штурмовой авиационный полк | Ил-2, Гливице (Германия)  |

### Боевой состав дивизии на май 1946 года
| Наименование                     | Вооружение, базирование                              |
| -------------------------------- | ---------------------------------------------------- |
| 565-й штурмовой авиационный полк | Ил-2, Староконстантинов (Каменец-Подольская область) |
| 571-й штурмовой авиационный полк | Ил-10, Красилов (Каменец-Подольская область)         |
| 996-й штурмовой авиационный полк | Ил-2, Проскуров (Каменец-Подольская область)         |

## Участие в операциях и битвах
- Ржевская битва — с 1 июня 1942 года по 31 марта 1943 года
  - Ржевско-Сычёвская наступательная операция — с 30 июля 1942 года по 1 октября 1942 года
  - Ржевско-Вяземская операция — с 1 марта 1943 года по 30 марта 1943 года
- Курская битва — с 12 июля 1943 года по 23 августа 1943 года
  - Орловская наступательная операция «Кутузов» — с 12 июля 1943 года по 18 августа 1943 года
  - Смоленская наступательная операция (Операция «Суворов») — с 7 августа 1943 года по 18 августа 1943 года
- Брянская наступательная операция — с 1 сентября 1943 года по 3 октября 1943 года
- Проскуровско-Черновицкая наступательная операция — с 4 марта 1944 года по 14 апреля 1944 года
- Львовско-Сандомирская операция — с 13 июля 1944 года по 29 августа 1944 года.
- Восточно-Карпатская операция — с 8 сентября 1944 года по 28 октября 1944 года.
- Западно-Карпатская операция — с 12 января 1945 года по 18 февраля 1945 года.
- Моравско-Остравская операция — с 10 марта 1945 года по 5 мая 1945 года.
- Пражская операция — с 5 мая 1945 года по 12 мая 1945 года

## Почётные наименования
- 224-й штурмовой авиационной дивизии за отличные боевые действия в боях за освобождение города Жмеринка присвоено почётное наименование «Жмеринская»[6]
- 565-му штурмовому авиационному полку присвоено почётное наименование «Станиславский»[7]
- 571-му штурмовому авиационному полку за отличные боевые действия в боях за освобождение городов Острополь и Жмеринка присвоено почётное наименование «Остропольский»[8]

## Награды

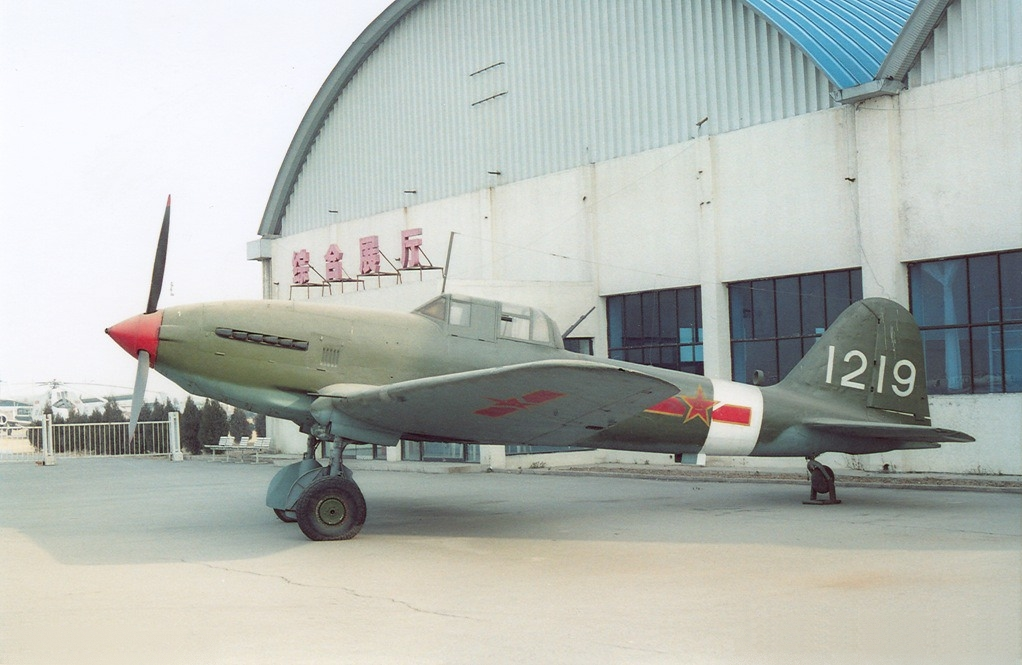
Ил-10 в музее Китая

- 224-я штурмовая авиационная Жмеринская дивизия Указом Президиума Верховного Совета СССР от 9 августа 1944 года за образцовое выполнение заданий командования в боях с немецкими захватчиками при прорыве обороны немцев на Львовском направлении, проявленные при этом доблесть и мужество награждена Орденом Красного Знамени[9].
- 565-й штурмовой авиационный Станиславский полк Указом Президиума Верховного Совета СССР награждён орденом Суворова III степени.
- 571-й штурмовой авиационный Остропольский полк Указом Президиума Верховного Совета СССР награждён орденом Богдана Хмельницкого II степени.
- 996-й штурмовой авиационный Каменец-Подольский полк Указом Президиума Верховного Совета СССР награждён орденом Суворова III степени.

## Благодарности Верховного Главнокомандующего
Воинам дивизии в составе 8-го штурмового корпуса объявлены благодарности:
- За овладение городами Порицк, Горохов, Радзехов, Броды, Золочев, Буек, Каменка, городом и крупным железнодорожным узлом Красное и занятии свыше 600 других населённых пунктов[10]
- За овладение важным хозяйственно-политическим центром и областным городом Украины Львов — крупным железнодорожным узлом и стратегически важным опорным пунктом обороны немцев, прикрывающим пути к южным районам Польши[11]
- За овладение городом Дрогобыч[12]
- За овладение городами Чехословакии Керешмэзе (Ясина), Рахов и крупными населёнными пунктами Чертижне, Белька, Поляна, Руске, Льгота, Ужок, Нижни Верецки, Заломиска, Пилипец, Голятин, Торуна, Надбочко и в Северной Трансильвании городом Сигет[13]
- За овладение городами Михальовце и Гуменне[14]
- За овладение городами Ясло и Горлице[15]
- За овладение городами Новы-Сонч, Прешов, Кошице и Бардеёв[16]
- За овладение городом Попрад[17]
- За овладение овладение городом Бельско[18]
- За овладение городом Опава[19]
- За овладение городами Моравска-Острава, Жилина[20]
- За овладение городами Богумин, Фриштат, Скочув, Чадца и Великая Битча[21]
- За овладение городом Оломоуц[22]

## Отличившиеся воины дивизии
- Безух, Михаил Иванович, майор, штурман 565-го штурмового авиационного полка 224-й штурмовой авиационной дивизии 1-й воздушной армии Указом Президиума Верховного Совета СССР 1 июля 1944 года удостоен звания Герой Советского Союза. Золотая Звезда № 1983
- Бородин Виктор Петрович, старший лейтенант, заместитель командира эскадрильи 565-го штурмового авиационного полка 224-й штурмовой авиационной дивизии 8-го штурмового авиационного корпуса 8-й воздушной армии Указом Президиума Верховного Совета СССР 18 августа 1945 года удостоен звания Герой Советского Союза. Золотая Звезда № 8574
- Брюханов Степан Степанович, старший лейтенант, командир эскадрильи 996-го штурмового авиационного полка 224-й штурмовой авиационной дивизии 8-го штурмового авиационного корпуса 8-й воздушной армии Указом Президиума Верховного Совета СССР 29 июня 1945 года удостоен звания Герой Советского Союза. Посмертно
- Быков Михаил Семёнович, капитан, командир эскадрильи 571-го штурмового авиационного полка 224-й штурмовой авиационной дивизии 8-го штурмового авиационного корпуса 8-й воздушной армии Указом Президиума Верховного Совета СССР 15 мая 1946 года удостоен звания Герой Советского Союза. Золотая Звезда № 9057
- Быстров Николай Игнатьевич, старший лейтенант, заместитель командира эскадрильи 996-го штурмового авиационного полка 224-й штурмовой авиационной дивизии 8-го штурмового авиационного корпуса 8-й воздушной армии Указом Президиума Верховного Совета СССР 29 июня 1945 года удостоен звания Герой Советского Союза. Золотая Звезда № 7499
- Дегтярёв, Василий Леонтьевич, лейтенант, командир звена 571-го штурмового авиационного полка 224-й штурмовой авиационной дивизии 1-й воздушной армии Западного фронта Указом Президиума Верховного Совета СССР 11 ноября 1990 года удостоен звания Герой Советского Союза. Золотая Звезда № 11632
- Ефимов Иван Николаевич, старший лейтенант, командир звена 565-го штурмового авиационного полка 224-й штурмовой авиационной дивизии 8-го штурмового авиационного корпуса 8-й воздушной армии Указом Президиума Верховного Совета СССР 29 июня 1945 года удостоен звания Герой Советского Союза. Золотая Звезда № 8059
- Зайцев Николай Яковлевич, старший лейтенант, командир звена 996-го штурмового авиационного полка 224-й штурмовой авиационной дивизии 8-го штурмового авиационного корпуса 8-й воздушной армии Указом Президиума Верховного Совета СССР 29 июня 1945 года удостоен звания Герой Советского Союза. Золотая Звезда № 8709
- Зацепа Лев Григорьевич, майор, штурман 571-го штурмового авиационного полка 224-й штурмовой авиационной дивизии 8-го штурмового авиационного корпуса 8-й воздушной армии Указом Президиума Верховного Совета СССР 23 февраля 1945 года удостоен звания Герой Советского Союза. Золотая Звезда № 8802
- Козловский, Игнатий Игнатьевич, капитан, штурман 996-го штурмового авиационного полка 224-й штурмовой авиационной дивизии 8-й воздушной армии Указом Президиума Верховного Совета СССР 18 августа 1945 года удостоен звания Герой Советского Союза. Золотая Звезда № 8883
- Колодин, Андрей Иванович, лейтенант, старший лётчик 565-го штурмового авиационного полка 224-й штурмовой авиационной дивизии 8-й воздушной армии Указом Президиума Верховного Совета СССР 18 августа 1945 года удостоен звания Герой Советского Союза. Золотая Звезда № 8787
- Левин Григорий Тимофеевич, капитан, командир эскадрильи 565-го штурмового авиационного полка 224-й штурмовой авиационной дивизии 8-го штурмового авиационного корпуса 8-й воздушной армии Указом Президиума Верховного Совета СССР 18 августа 1945 года удостоен звания Герой Советского Союза. Золотая Звезда № 8788
- Мачнев, Афанасий Гаврилович, старший лейтенант, командир эскадрильи 566-го штурмового авиационного полка 224-й штурмовой авиационной дивизии 1-й воздушной армии Указом Президиума Верховного Совета СССР 24 августа 1943 года удостоен звания Герой Советского Союза. Золотая Звезда № 1079
- Моторин Николай Яковлевич, лейтенант, старший лётчик 565-го штурмового авиационного полка 224-й штурмовой авиационной дивизии 8-го штурмового авиационного корпуса 8-й воздушной армии Указом Президиума Верховного Совета СССР 29 июня 1945 года удостоен звания Герой Советского Союза. Посмертно
- Панченко, Константин Павлович, старший лейтенант, командир эскадрильи 565-го штурмового авиационного полка 224-й штурмовой авиационной дивизии 8-го штурмового авиационного корпуса 8-й воздушной армии Указом Президиума Верховного Совета СССР 23 февраля 1945 года удостоен звания Герой Советского Союза. Золотая Звезда № 5353
- Романов Михаил Яковлевич, старший лейтенант, командир звена 565-го штурмового авиационного полка 224-й штурмовой авиационной дивизии 8-го штурмового авиационного корпуса 8-й воздушной армии Указом Президиума Верховного Совета СССР 29 июня 1945 года удостоен звания Герой Советского Союза. Золотая Звезда № 8590
- Старченков, Иван Сергеевич, капитан, командир эскадрильи 571-го штурмового авиационного полка 224-й штурмовой авиационной дивизии 8-й воздушной армии Указом Президиума Верховного Совета СССР 23 февраля 1945 года удостоен звания Герой Советского Союза.
- Сусько Яков Егорович, капитан, командир эскадрильи 996-го штурмового авиационного полка 224-й штурмовой авиационной дивизии 8-го штурмового авиационного корпуса 8-й воздушной армии Указом Президиума Верховного Совета СССР 29 июня 1945 года удостоен звания Герой Советского Союза. Золотая Звезда № 7493
- Уткин Евгений Иванович, старший лейтенант, заместитель командира эскадрильи 996-го штурмового авиационного полка 224-й штурмовой авиационной дивизии 8-го штурмового авиационного корпуса 8-й воздушной армии Указом Президиума Верховного Совета СССР 29 июня 1945 года удостоен звания Герой Советского Союза. Золотая Звезда № 8720
- Фуфачёв Владимир Филиппович, лейтенант, лётчик 565-го штурмового авиационного полка 224-й штурмовой авиационной дивизии 8-го штурмового авиационного корпуса 8-й воздушной армии Указом Президиума Верховного Совета СССР 29 июня 1945 года удостоен звания Герой Советского Союза. Посмертно
- Яковлев Александр Иванович, старший лейтенант, заместитель командира эскадрильи 565-го штурмового авиационного полка 224 штурмовой авиационной дивизии 8-го штурмового авиационного корпуса 8-й воздушной армии Указом Президиума Верховного Совета СССР 29 июня 1945 года удостоен звания Герой Советского Союза.

## Базирование
| Период               | Место базирования                      |
| -------------------- | -------------------------------------- |
| 04.1945 — 01.08.1945 | Гливице (Германия)                     |
| 01.08.1945 — 05.1946 | Проскуров (Каменец-Подольская область) |

## Послевоенная история дивизии
После войны дивизия в составе 8-го штурмового авиационного корпуса 8-й воздушной армии входила в состав 4-го Украинского фронта. 25 августа 1945 года на основании приказа НКО СССР от 9 июля 1945 года фронт расформирован, его полевое управление обращено на формирование Львовского военного округа. Дивизия вместе с корпусом 8-й воздушной армии вошла в Львовский военный округ.
После объединения Прикарпатского и Львовского военных округов, управление 8-й воздушной армии 9 апреля 1946 года переведено в Киевский военный округ для формирования управления 2-й воздушной армии Дальней авиации в Виннице. Управление 8-го штурмового авиационного Львовского корпуса было переведено на Дальний Восток в состав 9-й воздушной армии Приморский военный округ, а дивизия была расформирована.

## Итоги боевой работы дивизии
Всего за всё время войны дивизией:
| Выполнено самолёто-вылетов | Налёт, часов |
| -------------------------- | ------------ |
| 17492                      | 20496        |

Израсходовано боеприпасов:
| Бомб, т | РС (реактивных снарядов), шт. | Снарядов, шт. | Патронов, шт. |
| ------- | ----------------------------- | ------------- | ------------- |
| 767009  | 33713                         | 1784950       | 3853537       |

Уничтожено:
| Самолётов на земле, шт. | Самолётов в воздушных боях, шт. |
| ----------------------- | ------------------------------- |
| 416                     | 62                              |

Уничтожено и повреждено:
| Живой силы, чел. | Повозок, лошадей, шт. | Танков, шт. | Орудий ПА |
| ---------------- | --------------------- | ----------- | --------- |
| 53647            | 4479                  | 1369        | 1637      |

| Автомашин, шт. | Зенитных орудий и пулемётов, шт. | Бронемашин и бронетранспортёров, шт. | Огневых точек, шт |
| -------------- | -------------------------------- | ------------------------------------ | ----------------- |
| 10040          | 1093                             | 57                                   | 980               |

| Ж/д эшелонов, шт. | Паровозов, шт. | Вагонов, шт. | Ж/д полотна в местах |
| ----------------- | -------------- | ------------ | -------------------- |
| 62                | 94             | 1700         | 66                   |

| Переправ и мостов, шт. | Блиндажей, дотов, дзотов, шт. | Авто и ж/д бензоцистерн, шт. | Складов, шт. |
| ---------------------- | ----------------------------- | ---------------------------- | ------------ |
| 39                     | 256                           | 129                          | 113          |

## Книги по истории дивизии
- М.Я. Романов. 224-я штурмовая. История авиационной дивизии. — От батальона до армии. Боевой путь. Том 2.. — М.: Академия исторических наук, 2008. — 408 с. — ISBN 978-5-903076-07-9.